# 愛情歌曲
『愛情歌曲』（あいじょうかきょく）は、パソコンゲーム『uni.』のボーカルミニアルバム。2010年10月27日にLantisから発売された。

## 概要
- 劇中で使用されている挿入歌と主題歌を収録している。
- CDジャケットには、喜多恵実、秋月帆佳が描かれている。

## 収録曲
1. uni. 〜ユニ 僕たちは泣き笑い響き合う〜 [4:48]
歌：lily-an
作詞・作曲：tororo、編曲：chokix
2. picture rail [4:06]
歌：結城アイラ
作詞：只野菜摘、作曲・編曲：大野宏明
3. My Sweet Stories [5:27]
歌：Ceui
作詞：Ceui、作曲：小高光太郎・Ceui、編曲：小高光太郎
4. universal sky [4:17]
歌：佐咲紗花
作詞：こだまさおり、作曲：俊龍、編曲：虹音
5. uni. 〜ユニ 僕たちは泣き笑い響き合う〜 Piano Ver. [5:50]
歌：加瀬愛奈
作詞・作曲：tororo、編曲：安瀬聖

## 解説
| 曲名                                              | 詳細                       |
| ------------------------------------------------- | -------------------------- |
| uni. 〜ユニ 僕たちは泣き笑い響き合う〜            | オープニングテーマ         |
| picture rail                                      | 挿入歌                     |
| My Sweet Stories                                  | エンディングテーマ         |
| universal sky                                     | グランドエンディングテーマ |
| uni. 〜ユニ 僕たちは泣き笑い響き合う〜 Piano Ver. | 挿入歌                     |